# Ладина
Ладина (хорв. Ladina) — населений пункт у Хорватії, у Загребській жупанії у складі громади Дубрава.

## Населення
Населення за даними перепису 2011 року становило 94 осіб.
Динаміка чисельності населення поселення:

## Клімат
Середня річна температура становить 10,86 °C, середня максимальна – 25,29 °C, а середня мінімальна – -5,86 °C. Середня річна кількість опадів – 813 мм.
| Клімат поселення                              | Клімат поселення | Клімат поселення | Клімат поселення | Клімат поселення | Клімат поселення | Клімат поселення | Клімат поселення | Клімат поселення | Клімат поселення | Клімат поселення | Клімат поселення | Клімат поселення | Клімат поселення |
| Показник                                      | Січ.             | Лют.             | Бер.             | Квіт.            | Трав.            | Черв.            | Лип.             | Серп.            | Вер.             | Жовт.            | Лист.            | Груд.            |                  |
| Середній максимум, °C                         | 5,96             | 8,04             | 12,61            | 16,94            | 22,05            | 25,29            | 24,50            | 23,95            | 19,80            | 14,79            | 9,26             | 4,87             |                  |
| Середня температура, °C                       | 0,05             | 2,12             | 6,68             | 11,04            | 16,13            | 19,39            | 20,80            | 20,25            | 16,08            | 11,08            | 5,56             | 1,18             |                  |
| Середній мінімум, °C                          | −5,86            | −3,77            | 0,78             | 5,13             | 10,22            | 13,48            | 17,10            | 16,53            | 12,37            | 7,36             | 1,87             | −2,54            |                  |
| Норма опадів, мм                              | 45               | 44               | 52               | 62               | 74               | 89               | 75               | 76               | 76               | 76               | 82               | 62               |                  |
| Середньомісячна швидкість вітру, м/с          | 2.00             | 2.24             | 2.60             | 2.50             | 2.30             | 2.10             | 2.04             | 1.88             | 1.90             | 1.96             | 2.04             | 2.02             |                  |
| Середньомісячна сонячна радіація, кДж/м²·день | 4095             | 6886             | 10625            | 15085            | 19334            | 21288            | 22209            | 19344            | 14206            | 8818             | 4548             | 3331             |                  |
| --------------------------------------------- | ---------------- | ---------------- | ---------------- | ---------------- | ---------------- | ---------------- | ---------------- | ---------------- | ---------------- | ---------------- | ---------------- | ---------------- | ---------------- |
| Джерело:                                      |                  |                  |                  |                  |                  |                  |                  |                  |                  |                  |                  |                  |                  |